# Giải quần vợt Pháp Mở rộng 2019 - Đôi nữ huyền thoại
Nathalie Dechy và Amélie Mauresmo là đương kim vô địch và bảo vệ thành công danh hiệu, đánh bại Martina Navratilova và Dinara Safina trong trận chung kết, 6–3, 6–4.

## Kết quả

### Từ viết tắt
| - Q = Vòng loại - WC = Đặc cách - LL = Thua cuộc may mắn - Alt = Thay thế - SE = Miễn đặc biệt | - PR = Bảo toàn thứ hạng - w/o = Thắng nhờ đối thủ rút lui trước trận đấu - r = Bỏ cuộc giữa trận đấu - d = Bị xử thua - SR = Xếp hạng đặc biệt |

### Chung kết
|  | Chung kết |                                   |   |   |  |  |
|  |           |                                   |   |   |  |  |
|  | A1        | Nathalie Dechy Amélie Mauresmo    | 6 | 6 |  |  |
|  | B3        | Martina Navratilova Dinara Safina | 3 | 4 |  |  |

### Bảng A
|    |                                   | N Dechy A Mauresmo | C Martínez S Testud | M Bartoli I Majoli | RR W–L | Set W–L | Game W–L | Xếp hạng |
| A1 | Nathalie Dechy Amélie Mauresmo    |                    | 6–2, 6–3            | 6–2, 6–0           | 2–0    | 4–0     | 24–7     | 1        |
| A2 | Conchita Martínez Sandrine Testud | 2–6, 3–6           |                     | 6–2, 7–5           | 1–1    | 2–2     | 18–19    | 2        |
| A3 | Marion Bartoli Iva Majoli         | 2–6, 0–6           | 2–6, 5–7            |                    | 0–2    | 0–4     | 9–25     | 3        |

Tiêu chí xếp hạng: 1) Số trận thắng; 2) Số trận; 3) Số phần trăm set thắng hoặc game thắng (trong cuộc đấu tay ba); 4) Quyết định của ban tổ chức.

### Bảng B
|    |                                           | D Hantuchová N Tauziat | L Davenport A Sánchez Vicario | M Navratilova D Safina | RR W–L | Set W–L | Game W–L | Xếp hạng |
| B1 | Daniela Hantuchová Nathalie Tauziat       |                        | 4–6, 2–6                      | 3–6, 2–6               | 0–2    | 0–4     | 11–24    | 3        |
| B2 | Lindsay Davenport Arantxa Sánchez Vicario | 6–4, 6–2               |                               | 6–2, 6–7(5–7), [5–10]  | 1–1    | 3–2     | 24–16    | 2        |
| B3 | Martina Navratilova Dinara Safina         | 6–3, 6–2               | 2–6, 7–6(7–5), [10–5]         |                        | 2–0    | 4–1     | 22–17    | 1        |

Tiêu chí xếp hạng: 1) Số trận thắng; 2) Số trận; 3) Số phần trăm set thắng hoặc game thắng (trong cuộc đấu tay ba); 4) Quyết định của ban tổ chức.